# Федул Жадный
Федул Жадный (настоящее имя — Па́вел Гео́ргиевич Ко́ршунов; родился 8 сентября 1976) — самарский поэт и музыкант, основатель стиля «музыкально-маргинальный карикатуризм». Является фронтменом собственного одноимённого проекта «Федул Жадный» (с 2014г. носит название «Федул Жадный & Zубкерман»), а также участником рок-группы «НОМ» и индастриал пост-панк группы «Стугерон Янссен».

## Биография и музыкальная карьера

### Начало творческой деятельности
Павел родился в городе Куйбышеве (ныне Самара) в семье врачей. В раннем детстве, после развода родителей, он вместе с матерью переехал в посёлок Кузнечное Ленинградской области, где пошёл в первый класс средней школы. Позднее отец забрал его обратно в Самару. С тех пор Павел жил на два дома — то в Самаре, то в Кузнечном, считая посёлок своей второй родиной. Именно в Кузнечном, в годы перестройки, будущий музыкант всерьёз увлёкся рок-музыкой, разнообразие которой активно транслировалось по Ленинградскому телевидению. Вернувшись окончательно в Самару в подростковом возрасте, Павел вместе со школьными друзьями в начале 1990-х организовал музыкальную группу под названием Стугерон Янссен, исполнявшую панк-рок. Он стал вокалистом и автором текстов коллектива.
Дебютное выступление группы состоялось в 1992 году во Дворце пионеров Советского района Самары на фестивале «Дворовых команд». Оно прошло более чем успешно: коллектив сразу пригласили на панк-фестиваль в Тольятти. Год спустя Стугерон Янссен выступила на легендарном ежегодном самарском фестивале «Самый Плохой», продолжавшемся несколько дней и собравшем звёзд российской сцены и ближнего зарубежья.
В 1996 году, после прохождения срочной службы в рядах Российской армии, Федул (к тому моменту уже утвердившийся сценический псевдоним) вернулся в группу, которая за это время накопила обширный музыкальный материал. Коллектив дал множество концертов в Самаре и за её пределами, став культовым явлением в своём жанре. Однако в 1998 году, на пике популярности, группа распалась.

### Формирование сольного проекта
После распада группы Федул решил заняться сольным творчеством, обладая большим количеством не реализованного материала. Совместно с новыми музыкантами он записал ряд песен на компьютер, экспериментируя с электронной основой. Добавив к сценическому псевдониму прилагательное "Жадный", проект получил завершённое имя — Федул Жадный.
В течение длительного времени артист выступал сольно: проект представлял собой музыкально-театрализованный моноспектакль с элементами абсурда, маргинальных текстов, ярких сценических образов и танцевальных ритмов. Визуальная сторона включала костюмированное шоу, эксцентричную подачу и порой патологические сценодвижения — складывался образ этакого сумасшедшего эстрадного певца в стиле арт-панк-кабаре. Первое же выступление Федула Жадного в рок-клубе «Бегемот», располагавшемся в ДК имени Кирова в Самаре, вызвало бурный резонанс публики, после чего успех проекта стал стремительно набирать обороты. Федул выступал практически на всех доступных площадках города, от рок-концертов до ночных клубов, оставаясь желанным гостем благодаря своей абсолютной самобытности и полному несоответствию формату. Местная пресса, радио- и телестанции охотно брали интервью, приглашали в эфир — артист оказался в центре культурной жизни Самары. Однако уже в начале 2000-х ситуация изменилась. Появились новые форматы — радиостанции, клубы, фестивали стали заточены под конкретные жанры: рок-бары требовали живого звука, клубы — только диджеев. «Всеформатный неформат» Федула перестал вписываться в обновлённые рамки. Добавились и творческие разногласия с композиторами-музыкантами, что в конечном итоге привело к приостановке проекта.

### Переход к живому звуку
Возвращение стало возможным благодаря фестивалю, организованному «Нашим Радио», который проходил в рок-баре «Подвал». Условием участия было исполнение программы вживую, без электронных подложек. Специально для этого выступления были приглашены бас-гитарист и гитарист, которые в дальнейшем остались в составе. Электронная часть программы была переработана под живое звучание, а к проекту присоединились новые аранжировщики, писавшие музыку на стихи, накопленные в период концертного застоя.
Примерно в это же время появился Вадим Морозов, владелец самарского магазина рок-атрибутики «Конфедерация», который предложил свои услуги в качестве продюсера. Ситуация изменилась кардинально: были официально изданы несколько альбомов на известных лейблах — CD-Land, Мистерия Звука, Капкан Records. Также в 2008 году вышла книга «Безымянство», включившая тексты песен и стихи Федула Жадного разных лет.

### Концерты и творческие коллаборации
Группа начала активно гастролировать, выступая на фестивалях Поволжья — «Метафест», «Жигули Рок», «Иволга», «ГЭС» — а также на крупных площадках Москвы и Санкт-Петербурга: «Пустые холмы», «Систо», ОВЧЛ и другие. Однако не все выступления проходили гладко. Одно из самых колоритных происшествий случилось на фестивале «Резервация» под Переславлем-Залесским. За несколько минут до выхода на сцену шквальный ветер снес верхний тент, а за ним обрушился ливень, полностью залив аппаратуру. Концерт пришлось срочно отменить. Музыкантов разместили по дырявым палаткам, выдали в утешение обильные запасы водки и консервов. Утром все проснулись в лужах, поскольку палатки протекали насквозь, но, несмотря на это, на следующий день сцену восстановили, аппаратуру просушили — и концерт всё-таки состоялся. Для самых стойких зрителей.
В эти годы происходили и яркие творческие встречи. В клубе Б2 в Москве Федул выступил вместе с группой Ландыши, а в петербургском клубе «Орландина» — с группой Враги. Также он записал песню «Девочка Попс» с группой Братья Грим, где выступил как автор куплетов и вокалист. На творческом вечере в Самаре произошла встреча с Петром Мамоновым, которому Федул вручил самиздатовский диск. Позже Мамонов процитировал строчки песни «Антигламур» в программе Главный герой на НТВ. В 2009 году на фестивале «Самый Плохой» в Самаре произошло знакомство с участниками группы НОМ, чьим творчеством Федул увлекался с подросткового возраста. Впоследствии это привело к сотрудничеству: был снят клип на песню «Алкогольный робот» с участием Ивана Туриста, а также снят фильм «Звёздный Ворс», где Федул сыграл роль космодиспетчера и выступил дублёром Романа Трахтенберга, скончавшегося незадолго до финала съёмок. Выступления проекта Федул Жадный состоялись на фестивалях «Жёлтый снег» и «НОМ-фест», а Иван Турист был приглашён в Самару как специальный гость. Совместный концерт в баре «Сквозняк» прошёл с большим успехом. Вдохновлённые приёмом публики, музыканты организовали мини-тур по городам: Самара, Тольятти, Москва, Санкт-Петербург. Был записан сингл «Рукавицы», где Турист исполнил вокальные партии вместе с Федулом. В дальнейшем последовал тур по Сибири и Уралу — Барнаул, Уфа, Екатеринбург.
За годы существования проекта было снято множество клипов и скетчей — на песни «Антигламур», «Овощ», «Больничный лист» и другие. Некоторые из них рождались спонтанно: во время второй части свадьбы тромбониста группы Миши, проходившей в городе Вольск, один из гостей начал снимать пьяных танцующих друзей под песню Федула Жадного. Камера, установленная на чердаке, случайно зафиксировала живое действо — так появился клип «В объятиях алкоголя».

### Федул Жадный & Zубкерман
В 2014 году Федул Жадный переехал из Самары в Санкт-Петербург, где начал тесное сотрудничество с группой НОМ, а впоследствии вошёл в её состав. Параллельно он продолжил работу над собственным материалом в тандеме с гитаристом НОМ Алексеем Зубкерманом. Новый проект получил название «Федул Жадный & Zубкерман». Совместно был записан альбом «В ночь с пятницы на субботу», переписаны аранжировки некоторых старых песен и созданы новые композиции. Проект обрёл свежее звучание и второе дыхание. Сразу после выхода альбома состоялся тур: Ростов, Саратов, Тольятти, Самара — новые песни были встречены с живым интересом и положительными откликами. Осенью 2021 года вышел следующий альбом — «На две копейки». Он быстро разошёлся по интернет-сообществам и онлайн-радиостанциям. Онлайн-радио «Первое Портальное Радио» провело полноценную презентацию альбома в прямом эфире, с трансляцией всех треков. В Москве состоялся живой концерт-презентация в «Рюмочной Зюзино», который собрал аншлаг.

## Дискография

### Федул Жадный
- 2007 — Рожы, рожы, рожы...
- 2007 — Сплошь и рядом
- 2008 — Бытопись
- 2008 — Алкогольная независимость
- 2009 — Пластилиновая башка
- 2010 — Ёрш
- 2011 — В грязь лицом
- 2011 — Вера в Брежнева [EP]
- 2012 — Доски с гвоздями [EP]
- 2015 — Рукавицы (feat. Иван Турист) [Single]
- 2015 — Неразумное, Недоброе, Невечное[6]

### Федул Жадный & Zубкерман
- 2018 — В ночь с пятницы на субботу
- 2021 — На 2 копейки

## Книги
- 2008 — Сборник стихов «Безымянство»